# Nick Bruno e Troy Quane
Nick Bruno e Troy Quane são uma dupla de cineastas norte-americanos mais conhecidos por seu trabalho na Blue Sky Studios, incluindo Um Espião Animal (2019) e Nimona (2023).

## Carreira
Quane começou sua carreira na Walt Disney Studios como artista de storyboard nos filmes Selvagem (2006) e Encantada (2007). Mais tarde, ele deixou a empresa para atuar como artista de storyboard em 9 - A Salvação (2009), Operação Presente (2011) e Hotel Transilvânia (2012). Bruno começou sua carreira na Blue Sky Studios como animador em quatro filmes de A Era do Gelo: O Degelo (2006), Despertar dos Dinossauros (2009), A Era do Gelo 4 (2012) e O Big Bang (2016). Ele também foi animador em Rio (2011), Reino Escondido (2013), Rio 2 (2014) e Snoopy e Charlie Brown: Peanuts, O Filme (2015). Em 2011, Quane iniciou sua carreira de diretor com o filme Os Smurfs: Um Conto de Natal. Em 2012, Quane foi contratado para co-dirigir o filme Kazorn & The Unicorn com Kelly Asbury. Em 2019, Quane e Bruno se uniram pela primeira vez para dirigir o filme de comédia Um Espião Animal, para a Blue Sky Studios. Em abril de 2022, foi anunciado que eles estavam dirigindo o futuro filme de animação da Netflix, Nimona.

## Filmografia
Troy Quane
| Ano  | Título                       | Creditado como        | Creditado como | Notas                           |
| Ano  | Título                       | Artista de storyboard | Diretor        | Notas                           |
| ---- | ---------------------------- | --------------------- | -------------- | ------------------------------- |
| 2006 | Selvagem                     | Sim                   | Não            |                                 |
| 2007 | Encantada                    | Sim                   | Não            |                                 |
| 2009 | 9 - A Salvação               | Sim                   | Não            |                                 |
| 2011 | Operação Presente            | Sim                   | Não            |                                 |
| 2011 | Os Smurfs: Um Conto de Natal | Não                   | Sim            |                                 |
| 2012 | Hotel Transilvânia           | Sim                   | Não            |                                 |
| 2019 | Um Espião Animal             | Não                   | Sim            | Codiretor com Bruno             |
| 2023 | Nimona                       | Não                   | Sim            | Codiretor com Bruno Em produção |

Nick Bruno
| Ano  | Título                                     | Creditado como | Creditado como | Notas                           |
| Ano  | Título                                     | Animador       | Diretor        | Notas                           |
| ---- | ------------------------------------------ | -------------- | -------------- | ------------------------------- |
| 2006 | A Era do Gelo 2: O Degelo                  | Sim            | Não            |                                 |
| 2006 | No Time for Nuts                           | Sim            | Não            |                                 |
| 2008 | Surviving Sid                              | Sim            | Não            |                                 |
| 2009 | A Era do Gelo 3: Despertar dos Dinossauros | Sim            | Não            |                                 |
| 2011 | Rio                                        | Sim            | Não            |                                 |
| 2012 | A Era do Gelo 4                            | Sim            | Não            |                                 |
| 2013 | Reino Escondido                            | Sim            | Não            |                                 |
| 2014 | Rio 2                                      | Sim            | Não            |                                 |
| 2015 | Snoopy e Charlie Brown: Peanuts, O Filme   | Sim            | Não            |                                 |
| 2016 | A Era do Gelo: O Big Bang                  | Sim            | Não            |                                 |
| 2019 | Um Espião Animal                           | Não            | Sim            | Codiretor com Quane             |
| 2023 | Nimona                                     | Não            | Sim            | Codiretor com Quane Em produção |